# Jan Nowak-Jeziorański

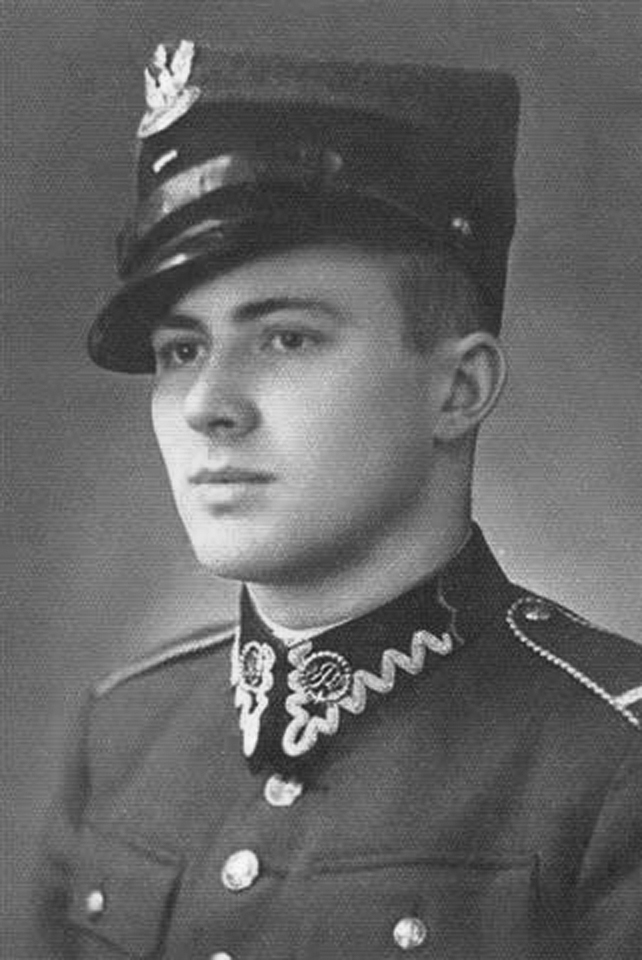
Jeziorański, 1936

Jan Nowak-Jeziorański (eigentlich Zdzisław Antoni Jeziorański; * 3. Oktober 1914 in Berlin; † 20. Januar 2005 in Warschau) war ein polnischer  Widerstandskämpfer, Journalist und Schriftsteller.

## Leben
Er war der Sohn von Wacław Adam Jeziorański (1869–1918) und Elżbieta Piotrowska (1880–1975). Zu seinen Vorfahren gehören Jan Aleksander Jeziorański [Johann Alexander] (* 1796–1862), einem Gutsbesitzer im Kreis Płock (aus einem nicht-adeligen Zweig des Geschlechtes), und ab 1829 verheiratet mit Teresa, geb. Wołowska. Zdzisław Jeziorański studierte Wirtschaftswissenschaften an der Adam-Mickiewicz-Universität in Posen und war anschließend Assistent an dieser Universität.

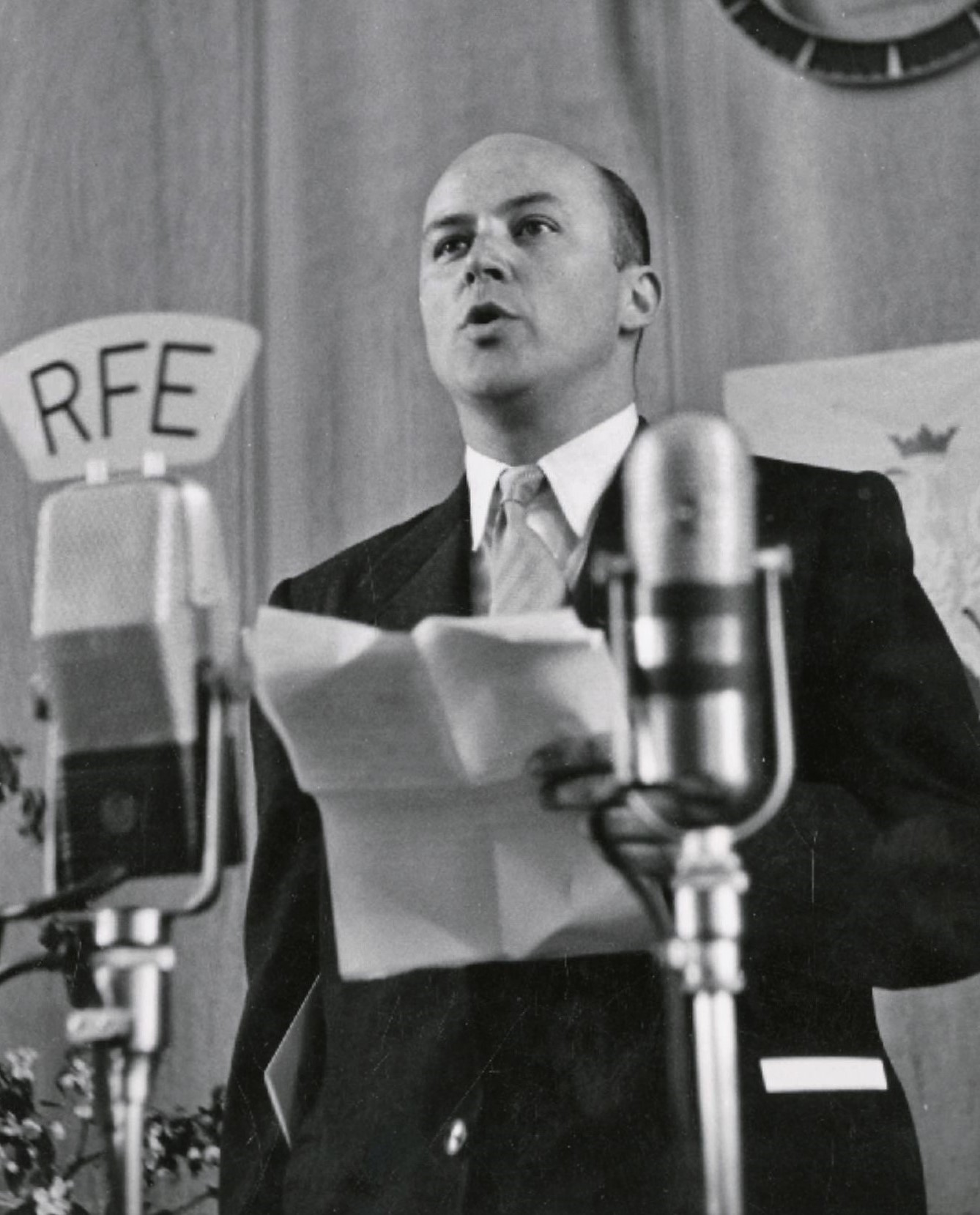
Jan Nowak-Jeziorański spricht in Radio Freies Europa, 3. Mai 1952

Nach Kriegsbeginn arbeitete Jeziorański 1940 im besetzten Polen unter den Decknamen Jan Nowak, Jan Kwiatkowski bzw. Adalbert Kozlowski in der Abteilung für psychologische Kriegsführung der polnischen Untergrundarmee und als Oberleutnant der Fallschirmjäger Cichociemni. Unter anderem nahm er an der Operation „N“ teil, bei der anti-hitlerisches Propagandamaterial in deutscher Sprache unter Deutschen verteilt wurde. In der Heimatarmee lernte er seine spätere Frau kennen, die Verbindungsoffizierin Jadwiga Wolska „Greta“ († 1999). Jeziorański unternahm fünf Reisen auf der Route Warschau – London als Kurier für den Oberbefehlshaber der Heimatarmee und als geheimer Verbindungsoffizier zur Exilregierung in London.
Ab 1948 war Nowak in London Mitarbeiter bei Radio BBC. Zwischen dem 1952 und 1975 leitete Nowak die polnische Abteilung von Radio Freies Europa in München. Danach leitete er den Kongress des Amerikanischen Auslandspolentums.
Nach 58 Jahren der Emigration kehrte Jan Nowak-Jeziorański am 21. Juli 2002 nach Polen zurück und wohnte wieder in Warschau. Er starb am 20. Januar 2005 und wurde im Familiengrab auf dem Powązki-Friedhof beigesetzt.

## Ehrungen und Auszeichnungen

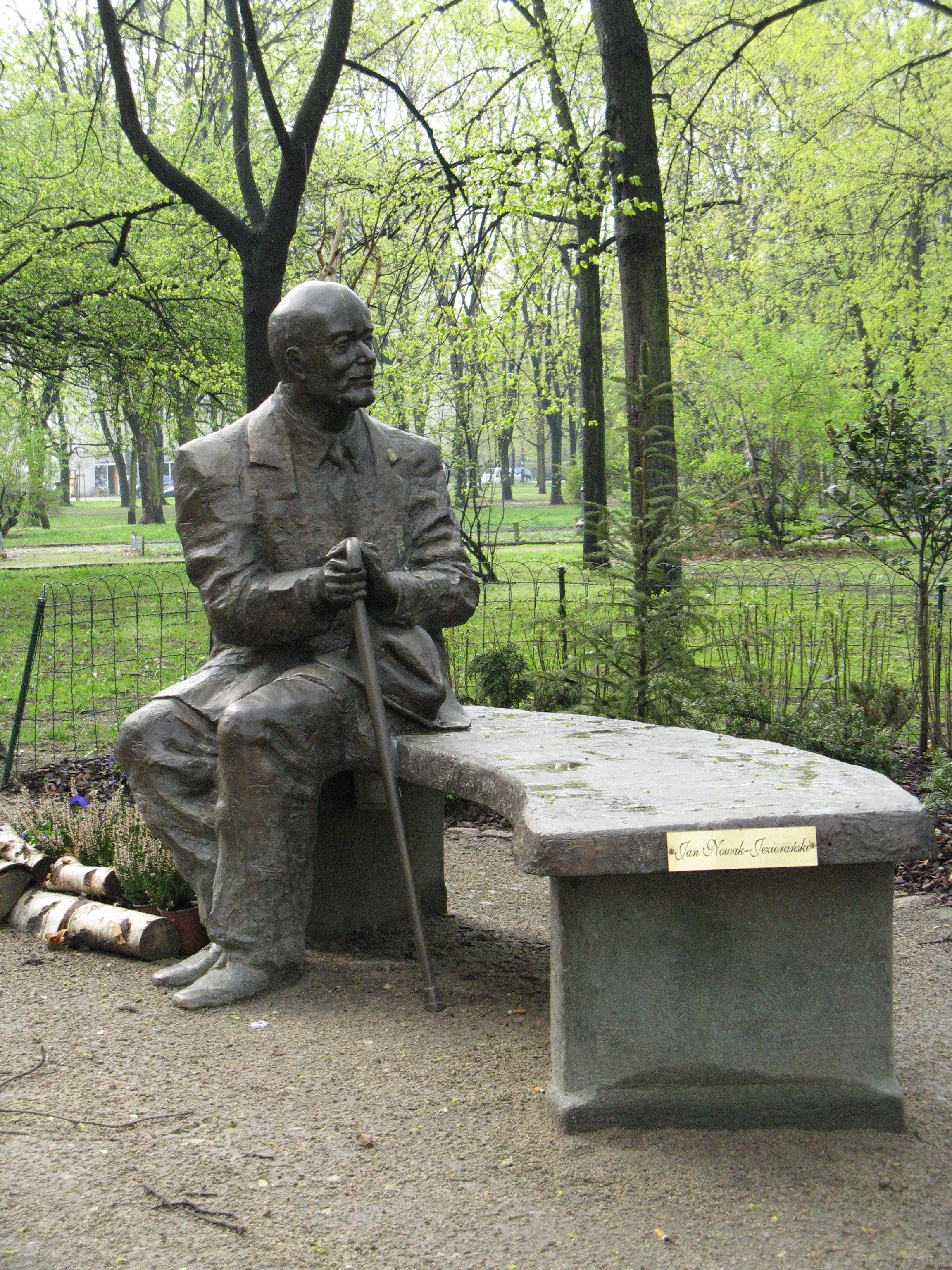
Statue von Jan Nowak-Jeziorański im Marschall-Rydz-Park, Warschau
Bildhauer: Wojciech Gryniewicz

- 1993: Komtur mit Stern des Verdienstordens der Republik Polen
- 1994: Orden vom Weißen Adler
- Orden Polonia Restituta
- 1996: Freiheitsmedaille (The Presidential Medal of Freedom)

## Schriften
- Kurier aus Warschau. 1978.
- Der Kampf im Äther. 1985.
  - Auszug bei: Krzysztof Dybciak (Hrsg.): Polen im Exil. Eine Anthologie. Suhrkamp, Frankfurt am Main 1988, S. 309–318, ISBN 978-3-518-40143-9, Inhaltsverzeichnis.
- Polen aus der Ferne. 1988.

## Film
- Der Kurier – Sein Leben für die Freiheit. (OT: Kurier.) Kriegsfilm, Polen, 2019, 113 Min., Buch: Władysław Pasikowski und Sylwia Wilkos, Regie: Władysław Pasikowski, Produktion: Capelight Pictures, Scorpio Studio, Telewizja Polska, Kinostart: 15. März 2019 in Polen, Inhaltsangabe von filme.de, Vorschau, 1:54 Min., Besprechung: ,[5] IMDb-Eintrag: .[6]